# 100 postaci, które miały największy wpływ na dzieje ludzkości
100 postaci, które miały największy wpływ na dzieje ludzkości (ang. The 100: A Ranking of the Most Influential Persons in History) – książka napisana przez Michaela H. Harta z 1978. Publikacja zawiera ranking 100 osób, którzy w opinii autora miały największy wpływ na dzieje ludzkości. Książka była szeroko dyskutowana i naśladowana.
W 1992 wydano ją ponownie w zmodyfikowanej wersji. W 1995 wydano polskie tłumaczenie (ISBN 83-7129-028-4).

## Pierwsza dwudziestka według Harta (z edycji z 1992)
| Poz. | Osoba             | Działalność, dokonania                                                               |
| ---- | ----------------- | ------------------------------------------------------------------------------------ |
| 1    | Mahomet           | prorok w islamie                                                                     |
| 2    | Isaac Newton      | fizyk – teoria grawitacji, prawa ciążenia, rozwój matematyki, optyki i termodynamiki |
| 3    | Jezus Chrystus    | centralna postać w religii chrześcijańskiej                                          |
| 4    | Budda Siakjamuni  | założyciel buddyzmu                                                                  |
| 5    | Konfucjusz        | twórca konfucjanizmu                                                                 |
| 6    | Święty Paweł      | apostoł, teolog żydowski                                                             |
| 7    | Cai Lun           | wynalazca papieru                                                                    |
| 8    | Johann Gutenberg  | twórca pierwszej przemysłowej metody druku w Europie                                 |
| 9    | Krzysztof Kolumb  | odkrywca Ameryki                                                                     |
| 10   | Albert Einstein   | fizyk – twórca szczególnej i ogólnej teorii względności                              |
| 11   | Ludwik Pasteur    | chemik – pasteryzacja                                                                |
| 12   | Galileo Galilei   | astronom, fizyk i filozof, twórca podstaw nowożytnej fizyki                          |
| 13   | Arystoteles       | starożytny filozof grecki                                                            |
| 14   | Euklides          | antyczny grecki matematyk                                                            |
| 15   | Mojżesz           | prorok i przywódca żydowski                                                          |
| 16   | Karol Darwin      | biolog – teoria ewolucji                                                             |
| 17   | Qin Shi Huang     | pierwszy cesarz Chin                                                                 |
| 18   | Oktawian August   | cesarz rzymski                                                                       |
| 19   | Mikołaj Kopernik  | polski astronom, teoria heliocentryczna                                              |
| 20   | Antoine Lavoisier | francuski fizyk i chemik                                                             |